# ادسون دوس سانتوس
ادسون دوس سانتوس (انگلیسی: Édson dos Santos؛ زادهٔ ۱۹ مارس ۱۹۳۳) بازیکن فوتبال اهل برزیل است.
وی همچنین در تیم ملی فوتبال برزیل بازی کرده‌است.